# Jakob Steiner
Jakob Steiner (født 18. marts 1796 i Utzendorf nær Solothurn, død 1. april 1863 i Bern) var en schweizisk matematiker.
Steiner blev efter at have undervist i matematik ved en teknisk skole i Berlin 1835 professor ved universitetet sammesteds. Han var en geometer af høj rang. Han har ligesom Chasles, men uafhængig af 
denne, opbygget den nyere geometri, særlig læren om keglesnit og vindskæve hyperboloider, på projektive rækker og bundter. Af hans hovedværk herom: Systematische Entwickelung der Abhängigkeit geometrischer Gestalten von einander (1832) er kun 1. bind fuldført; men i sine talrige afhandlinger, navnlig i Crelles Journal, har han benyttet samme grundlag for sine undersøgelser. 
På hans universitetsforelæsninger og efterladte manuskripter støtter sig to efter hans død udgivne værker: Die Theorie der Kegelschnitte in elementarer Darstellung (udgivet af Geiser 1867) og Die Theorie der Kegelschnitte gestützt auf projektive Eigenschaften (udgivet af Schröter 1867). Hans Gesammelte Werke udgaves 1881—82 i 2 bind af Karl Weierstrass. I sit testamente skænkede Steiner Berlin-akademiet de nødvendige midler til hvert andet år at uddele den "Steinerske Pris" for en besvarelse af en stillet geometrisk opgave eller som anerkendelse af et fremragende geometrisk arbejde.